# Doliocarpus multiflorus
Doliocarpus multiflorus är en tvåhjärtbladig växtart som beskrevs av Paul Carpenter Standley. Doliocarpus multiflorus ingår i släktet Doliocarpus och familjen Dilleniaceae. Inga underarter finns listade i Catalogue of Life.